# Andriej Tarkowski

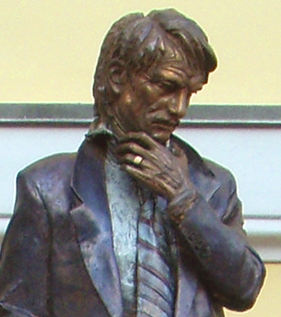
Pomnik Tarkowskiego przed wejściem do moskiewskiego Instytutu Kinematografii

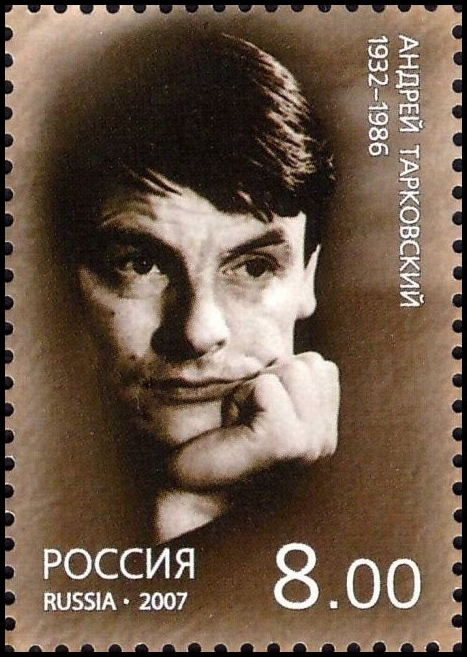
Reżyser na znaczku pocztowym

Andriej Arsienjewicz Tarkowski (ros. Андре́й Арсе́ньевич Тарко́вский, ur. 4 kwietnia 1932 we wsi Zawrażje koło Kadyja (dziś obwód kostromski), zm. 29 grudnia 1986 w Neuilly-sur-Seine) – radziecki reżyser filmowy i teatralny, scenarzysta i aktor.
Jest uważany za jednego z największych artystów w historii sztuki filmowej. Jego filmy zdobywały nagrody na Festiwalu Filmowym w Cannes, Festiwalu Filmowym w Wenecji, nagrodę BAFTA. Sam twórca w 1980 został laureatem nagrody im. Luchino Viscontiego. Imieniem Tarkowskiego nazwano też planetoidę (3345) Tarkovskij.
Twórczość Tarkowskiego cenili tacy reżyserzy jak Ingmar Bergman, Krzysztof Kieślowski, Béla Tarr, Lars von Trier, Chris Marker czy Wim Wenders.

## Życiorys

### Młodość i edukacja
Andriej Tarkowski urodził się we wsi Zawrażje na terenie obwodu kostromskiego jako syn znanego poety i tłumacza Arsienija Tarkowskiego oraz Marii Iwanowny Tarkowskiej z domu Wiszniakowej. W 1935 przyszła na świat siostra Andrieja, Marina. Rodzina mieszkała w Moskwie, latem zaś dzieci wraz z matką wyjeżdżały na wieś, miejscowości Ignatiewo. Po porzuceniu przez Arsienija Tarkowskiego rodziny w 1936 roku, Andriej, jego siostra i matka mieszkali razem z babką. Od wybuchu II wojny światowej przebywał we wsi Juriewo, gdzie uczęszczał do szkoły. W 1944 wyjechał wraz z matką i siostrą do Moskwy. Ukończył tam szkołę średnią. Ponadto Tarkowski rozwijał swoje zainteresowania, uczęszczając przez siedem lat do szkoły muzycznej oraz od siódmej klasy do szkoły sztuk plastycznych, gdzie uczył się malarstwa. Kontynuując powszechną edukację, poznał późniejszego przyjaciela, przyszłego poetę Andrieja Wozniesienskiego. W 1946 poważnie zapadł na zdrowiu, przechodząc ciężką gruźlicę. W 1951 rozpoczął studiowanie arabistyki w Instytucie Orientalistycznym, jednakże przerwał naukę w 1952. W 1955 pod wpływem matki wziął udział w geologicznej ekspedycji badawczej Nigrizłoto organizowanej przez Kirgiski Instytut Złota. W wyprawie na Syberię do kraju Turuchańskiego uczestniczył przez kilkanaście miesięcy jako zbieracz próbek.
W 1956 zdał egzaminy wstępne na Wydział Reżyserii i rozpoczął naukę na WGIK w klasie Michaiła Romma. W trakcie studiów poznał m.in. Siergieja Paradżanowa. W 1958 zrealizował wraz z Aleksandrem Gordonem i Mariką Beiku etiudę Zabójcy na podstawie prozy Hemingwaya. Poza reżyserią Tarkowski wystąpił w niej również jako aktor. Realizacja drugiej etiudy z okresu studiów pt. Koncentrat często podawana jest w wątpliwość. Domniemywa się, iż obraz taki nigdy nie został wyreżyserowany, a Tarkowski ograniczył się jedynie do napisania opowiadania pod tym tytułem, z zamiarem wykorzystania go w charakterze scenariusza. Na studiach stworzył ponadto dla telewizji w 1959, wraz z Aleksandrem Gordonem, propagandowy krótki metraż Dzisiaj przepustki nie będzie opowiadający o pracy saperów. W 1960 zrealizował swój film dyplomowy Walec i skrzypce, w Polsce znany pod nieautorskim tytułem Mały marzyciel, do którego scenariusz napisał wspólnie z Andriejem Michałkowem-Konczałowskim. Krytyka doceniła film, który został nagrodzony na festiwalu filmów studenckich w Nowym Jorku, Tarkowski zaś otrzymał dyplom z wyróżnieniem. Był to pierwszy zwiastun wątków obecnych w kolejnych filmach reżysera – autobiograficznych, metafizyki i natury.

#### W Związku Radzieckim
W 1960 Andriej Tarkowski ożenił się po raz pierwszy z Irmą Rausz, małżeństwo przetrwało do roku 1963. W 1962 wyreżyserował swój pierwszy profesjonalny film pełnometrażowy Dzieciństwo Iwana, zastępując poprzedniego reżysera Eduarda Abalowa. Andriej Tarkowski włączył do scenariusza opartego na opowiadaniu Władimira Bogomołowa dodatkowe sceny snów i wspomnień głównego bohatera, małego chłopca ciężko doświadczonego przez wojnę. Dzięki powstałemu kontrastowi pomiędzy dołączonymi scenami a obrazem bestialstwa wojny, film zyskał na sile wyrazu. Obraz rozpoczynający eksperymenty twórcy z narracją filmową został dobrze przyjęty przez krytykę, czego wyrazem był Złoty Lew na 23. MFF w Wenecji oraz nagroda za reżyserię na MFF w San Francisco w 1962, a także główna nagroda na MFF w Acapulco w 1963. W tym okresie życia Tarkowski współtworzył scenariusz do Pierwszego nauczyciela (1965) Andrieja Konczałowskiego oraz wystąpił w Mam 20 lat (1965) w reżyserii Marlena Chucyjewa. Napisał również słuchowisko radiowe na podstawie opowiadania Williama Faulknera.
W 1961 reżyser złożył w Mosfilmie konspekt scenariusza do filmu Andriej Rublow. W rok później podpisano z Tarkowskim kontrakt, a w 1963 zatwierdzono scenariusz napisany wspólnie z Andriejem Michałkowem-Konczałowskim. Prace nad filmem ukończono w 1965, w następnym roku zaprezentowano obraz krytyce. Autorskie dzieło spotkało się z oporem cenzury, jego dystrybucja jako nieodpowiedzialnego ideologicznie została wstrzymana. 17 maja 1969 na nocnym seansie w ramach 22. MFF w Cannes po raz pierwszy zaprezentowano film międzynarodowej publiczności. Obraz ten, opowiadający historię Andrieja Rublowa, średniowiecznego twórcy ikon, poruszający ponadczasowe problemy jednostki, stał się przyczyną problemów reżysera z cenzurą. Sposób jego dystrybucji, nawet po jej umożliwieniu w 1971 nie pozwalał na dotarcie filmu do szerokiego grona odbiorców. Trudności piętrzone przez aparat państwowy przed twórcą nie przeszkodziły w docenieniu filmu przez krytykę, która nagrodziła obraz Nagrodą FIPRESCI na 22. MFF w Cannes oraz Nagrodą Francuskiej Krytyki Filmowej dla najlepszego filmu zagranicznego w 1971. Artysta kontynuował współpracę z Aleksandrem Gordonem, współtworzył scenariusz do filmu Taszkient, miasto chleba i wystąpił w Bohaterze Dalekiego Wschodu.
Kolejnym wyreżyserowanym przez Andrieja Tarkowskiego filmem był Solaris z 1972, ekranizacja powieści Stanisława Lema. Zgodę pisarza na ekranizację Tarkowski otrzymał w 1965, konspekt scenariusza złożył w Mosfilmie w 1968. Dwa lata później rozpoczęły się zdjęcia. Film został doceniony na 25. MFF w Cannes, gdzie otrzymał Grand Prix Jury i Nagrodę FIPRESCI. W przeciwieństwie do późniejszego Stalkera, Solaris był filmem science fiction. Choć sam twórca uważał, iż jego filmów nie można przypisywać do określonego gatunku, adaptacja powieści Lema rozgrywa się w znacznym stopniu w scenerii statku kosmicznego; całe rekwizytorium nieodwołalnie przynależy do gatunku fantastyki naukowej.
W 1975 Tarkowski zrealizował Zwierciadło, film, w którym zawarł wątki autobiograficzne, o zupełnie nowatorskim sposobie narracji. Kolejnym filmem reżysera, ostatnim zrealizowanym w ZSRR, był Stalker na podstawie fragmentu powieści braci Strugackich Piknik na skraju drogi. Pierwsza wersja filmu, już po ukończeniu zdjęć, została nieszczęśliwie zniszczona w laboratorium, co zmusiło twórcę do nakręcenia go po raz drugi. Był to kolejny film reżysera spotykający się z trudnościami w dystrybucji. Premiera drugiej wersji, zrealizowanej w mniejszym budżecie, miała miejsce w 1979. W Moskwie udostępniono do emisji tylko trzy kopie. Mimo niesprzyjających dla twórcy warunków w ZSRR Stalker został doceniony na 33. MFF w Cannes Nagrodą Jury Ekumenicznego.

#### Emigracja

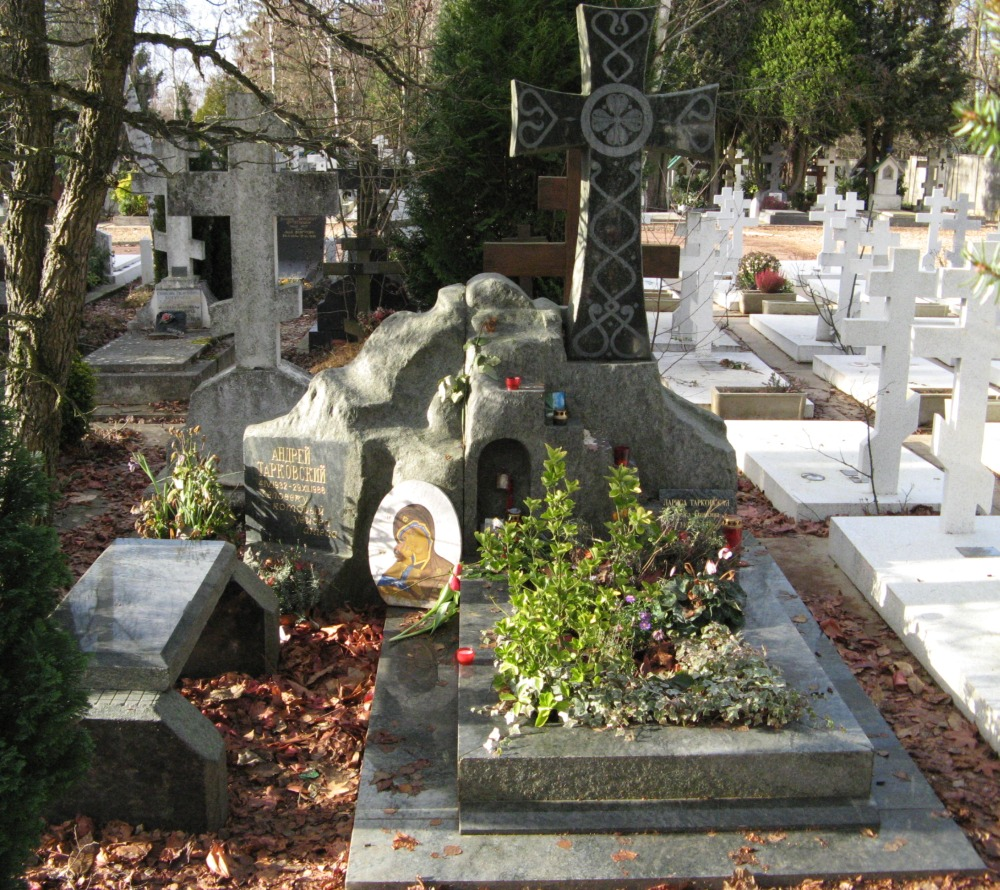
Grób Andrieja Tarkowskiego i jego żony Łarisy na cmentarzu prawosławnym w Sainte-Geneviève-des-Bois

W marcu 1982 Tarkowski opuścił ZSRR i wyjechał do Włoch. Wyreżyserował tam dwa filmy, premiera obu miała miejsce w 1983. Powstała Nostalgia, opowiadająca o uczuciach emigranta, kolejny obraz w dorobku twórcy wyróżniony Nagrodą Jury Ekumenicznego i Nagrodą FIPRESCI, a także nagrodą za najlepszą reżyserię na 36. MFF w Cannes.
Drugim filmem zrealizowanym we Włoszech przez Tarkowskiego wspólnie z Tonino Guerrą był Czas podróży. Dokument opowiadał o pobycie Tarkowskiego na obczyźnie, jego życiu artystycznym oraz o pracy nad scenariuszem Nostalgii. W 1984 reżyser podjął decyzję o pozostaniu na Zachodzie, ogłosił ją na konferencji w Mediolanie.
Ostatni swój film Ofiarowanie (1986) Tarkowski nakręcił w Szwecji. W jego realizacji udział wziął m.in. operator Ingmara Bergmana Sven Nykvist oraz jeden z jego ulubionych aktorów, Erland Josephson. Obraz nagrodzono trzema nagrodami na 39. MFF w Cannes: Grand Prix, Nagrodą FIPRESCI oraz Nagrodą Jury Ekumenicznego. Wyróżniono go również Nagrodą BAFTA dla najlepszego filmu zagranicznego.
Andriej Tarkowski nie powrócił do ZSRR, pomimo iż od 1985 Stowarzyszenie Filmowców ZSRR zabiegało o jego powrót. Umarł w grudniu 1986 na raka płuc w Neuilly-sur-Seine. Został pochowany na cmentarzu rosyjskich emigrantów w Sainte-Geneviève-des-Bois.

## Filmografia

### Aktor
- 1958 Zabójcy (Убийцы)
- 1964 Mam dwadzieścia lat reż. Marlen Chucyjew

### Reżyser
- 1958 Zabójcy (Убийцы) wraz z Aleksandrem Gordonem i Mariką Beiku
- 1959 Dzisiaj przepustki nie będzie (Сегодня увольнения не будет) wraz z Aleksandrem Gordonem
- 1960 Walec i skrzypce (w polskiej dystrybucji pod zdeformowanym tytułem: Mały marzyciel)
- 1962 Dzieciństwo Iwana (Иваново детство, w polskich kinach pod zdeformowanym tytułem Dziecko wojny) – film czarno-biały
- 1966 Andriej Rublow (Андрей Рублёв) – film czarno-biały; finałowa sekwencja barwna (kamera ukazuje ikonę Rublowa Trójca Święta)
- 1972 Solaris (Солярис) – film barwny, adaptacja powieści Stanisława Lema
- 1975 Zwierciadło (Зеркало) – film barwny; swe wiersze recytuje zza kadru Arsenij Tarkowski
- 1979 Stalker (Сталкер) – film barwny
- 1983 Czas podróży (Tempo di viaggio) wraz z Tonino Guerra
- 1983 Nostalgia (Nostalghia) – film barwny
- 1986 Ofiarowanie (Offret/Saccrificatio) – film barwny, zdjęcia: Sven Nykvist

### Scenarzysta
- 1958 Koncentrat napisany na egzaminie wstępnym na WGiK
- 1958 Zabójcy (Убийцы) wraz z Aleksandrem Gordonem
- 1959 Dzisiaj przepustki nie będzie (Сегодня увольнения не будет) wraz z Muriel Ostriche
- 1960 Walec i skrzypce wraz z Andriejem Konczałowskim
- 1962 Dzieciństwo Iwana (Иваново детство) wraz z Władimirem Bogomołowem
- 1969 Andriej Rublow (Андрей Рублёв)  wraz z Andriejem Konczałowskim
- 1972 Solaris (Солярис) wraz z Fridrihem Gorenszteinem
- 1975 Zwierciadło (Зеркало) wraz z Aleksandrem Miszarinem
- 1979 Stalker (Сталкер) wraz z Arkadijem i Borysem Strugackimi
- 1983 Czas podróży (Tempo di viaggio) wraz z Tonino Guerra
- 1983 Nostalgia (Nostalghia) wraz z Tonino Guerra
- 1986 Ofiarowanie (Offret / Sacrificio)

## Nagrody
- Nagroda BAFTA Najlepszy film zagraniczny: 1988 Ofiarowanie
- Nagroda na MFF w Cannes
  - Nagroda FIPRESCI: 1969 Andriej Rublow
  - Nagroda FIPRESCI: 1972 Solaris
  - Nagroda Specjalna Jury: 1972 Solaris
  - Nagroda Jury Ekumenicznego: 1980 Stalker
  - Złota Palma dla najlepszego reżysera: 1983 Nostalgia
  - Nagroda FIPRESCI: 1983 Nostalgia
  - Nagroda Jury Ekumenicznego: 1983 Nostalgia
  - Nagroda FIPRESCI: 1986 Ofiarowanie
  - |opis grafiki              = Pomnik Tarkowskiego przed wejściem do moskiewskiego Instytutu Kinematografii
  - Nagroda Specjalna Jury: 1986 Ofiarowanie
  - Nagroda Jury Ekumenicznego: 1986 Ofiarowanie